# Hamartoblastome
Un hamartoblastome est une tumeur maligne développée à partir d’un hamartome.

## Étymologie
Du grec hamartein (se tromper, manquer),  blastos (germe) et du suffixe -ôma  utilisé pour désigner les tumeurs. D'après le Dictionnaire médical de l'Académie nationale de médecine le terme apparu en 1904, serait dû à E. Albrecht, anatomopathologiste allemand.

## Description
Un hamartoblastome se développe à partir d'un hamartone, c'est donc un tissu d'origine embryonnaire qui se présente comme une formation tissulaire définie comme un mélange anormal des cellules normalement présentes dans l'organe où elles se développent.
Le Syndrome de Pallister-Hall parfois dénommé syndrome d'hamartoblastome hypothalamique-polydactylie, n'est pourtant pas de nature maligne même si non traité ses conséquences peuvent être graves.